# Vidua nigeriae
Vidua nigeriae  (лат.) — вид птиц из семейства вдовушковых. Ранее считался подвидом Vidua funerea.

## Распространение
Обитают в Гамбии, Нигерии и Камеруне.

## Описание
Даже самцов этих птиц, а тем более молодых особей и самок, сложно отличить от других вдовушек. Самки напоминают домовых воробьев. У самцов этих птиц чёрное оперение с зелёным отливом, которое может казаться чёрным, синим или багрянистым под светом полуденного солнца. Длина тела 10-11 см, вес 10-14 г.

## Биология
Рацион состоит из семян и зёрен. Гнездовые паразиты, откладывают яйца в гнёзда Ortygospiza atricollis из рода перепелиных астрильдов. Это достаточно необычно, потому что упомянутая птица является лишь дальним родственником амарантов, на которых обычно паразитируют вдовушки. Vidua nigeriae подкладывают в гнездо собственные яйца, но не уничтожают яйца хозяина.
МСОП присвоил виду охранный статус LC.